# Raffaella Baracchi
Raffaella Baracchi (* 25. März 1964 in Turin, Metropolitanstadt Turin, Piemont) ist eine ehemalige italienische Schauspielerin und Model.

## Leben
Baracchi wurde am 25. März 1964 in Turin geboren. 1983 wurde sie zur Miss Italien gekürt. Im Folgejahr vertrat sie ihre Nation bei der Miss-Universe-Wahl von 1984. Baracchi heiratete am 10. Mai 1988 den Schauspieler Domiziano Arcangeli, begann allerdings im selben Jahr eine Affäre mit dem Schauspieler und Regisseur Carmelo Bene. Ihre Ehe mit Arcangeli wurde annulliert und Anfang 1992 heiratete sie Bene. 1993 kam die gemeinsame Tochter zur Welt, die nach dem Stück Salomè von Bene benannt wurde. Ihr Mann Bene verstarb am 16. März 2002.
Eine erste Filmrolle erhielt Baracchi 1986 in Cordelli gegen die Mafia. 1987 war sie in Die Barbaren an der Seite der Brüder David und Peter Paul in der Rolle der Allura zu sehen. Teilweise stellte sie freizügige Rollen dar. So war sie etwa 1987 als Prostituierte Laura in Off Balance – Der Tod wartet in Venedig zu sehen oder 1988 in Bangkok solo andata.

## Filmografie
- 1986: Cordelli gegen die Mafia (Il tenente dei carabinieri)
- 1987: Die Barbaren (The Barbarians)
- 1987: Immagina (Fernsehserie)
- 1987: Off Balance – Der Tod wartet in Venedig (Un delitto poco comune)
- 1987: Zwei Italiener mögen’s heiß (Bellifreschi)
- 1987: Il volatore di aquiloni
- 1988: Rorret
- 1988: Snack Bar Budapest
- 1989: Bangkok solo andata
- 1990: Hommelette for Hamlet, operetta inqualificabile (da J. Laforgue) (Fernsehfilm)
- 1990: Un metro all'alba
- 1991: Gefährliche Begegnung (Donne armate, Fernsehfilm)
- 2009: House of Flesh Mannequins